# 케빈 폴랙
케빈 폴랙(Kevin Pollak, 1957년 10월 30일 ~ )은 미국의 배우이자 희극인이다.

## 출연 작품
- 유주얼 서스펙트
- 하우스 어레스트
- 호스티지
- 어 퓨 굿 맨
- 덴젤 워싱턴의 복수
- 엔드 오브 데이즈
- 워 독 - 랠프 츨러스키 역

## 목소리 출연작
- 트랜스포머 로봇 인 디스가이즈 - 프랙처